# Mille Miglia 1932

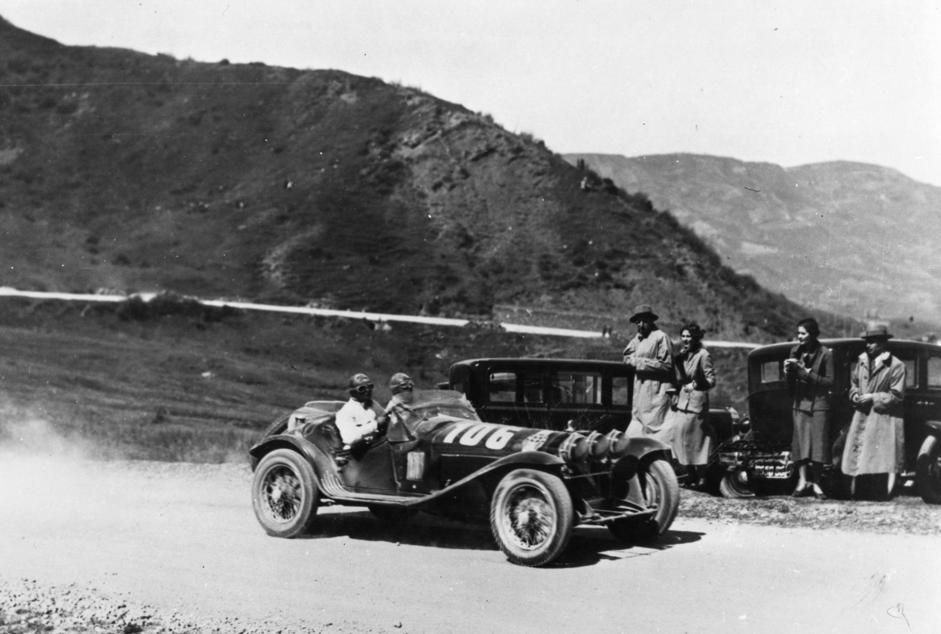
Die Rennsieger Baconin Borzacchini und Amedeo Bignami im Alfa Romeo 8C 2300 Spider Touring am Raticosapass

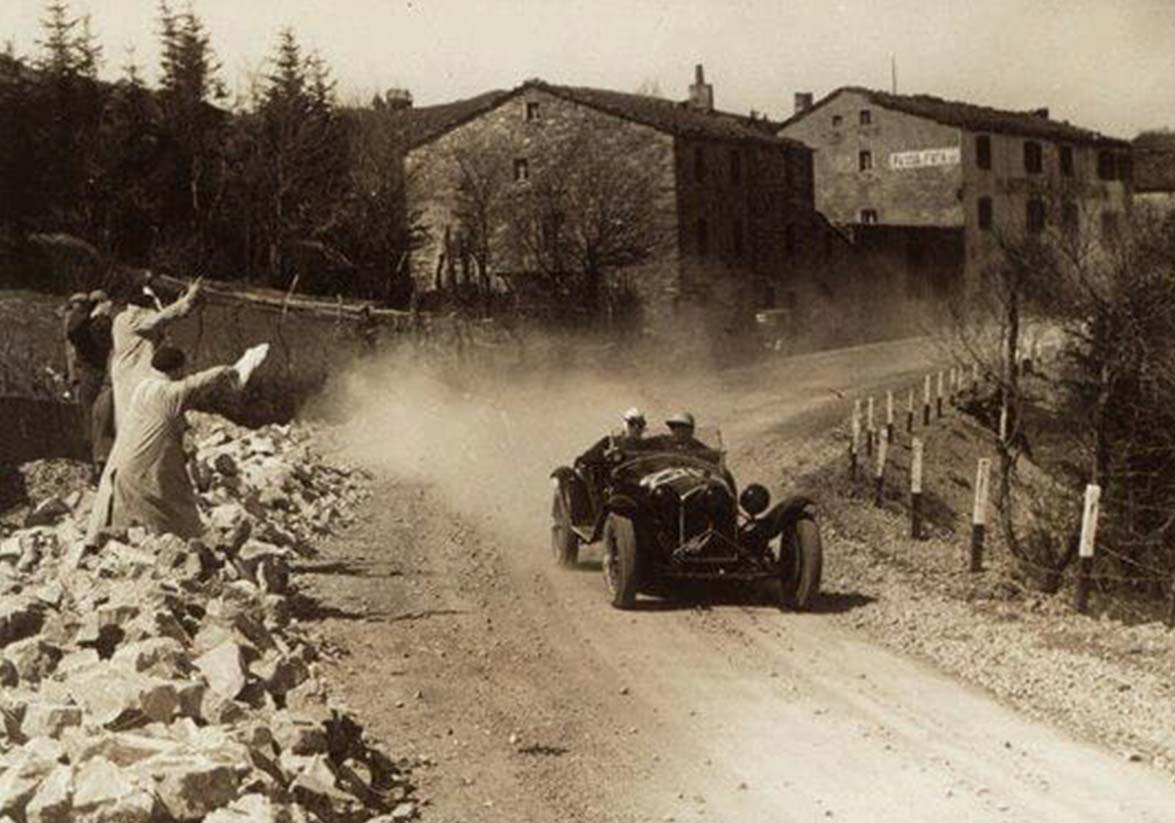
Die zweitplatzierten Carlo Felice Trossi und Antonio Brivio am Futapass

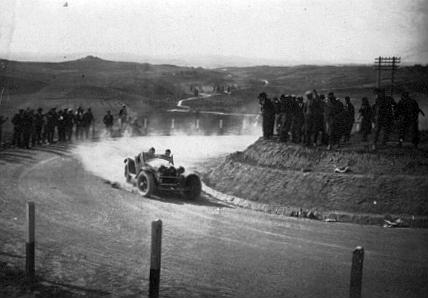
Rudolf Caracciola bei seiner Fahrt zur Führung in Rom

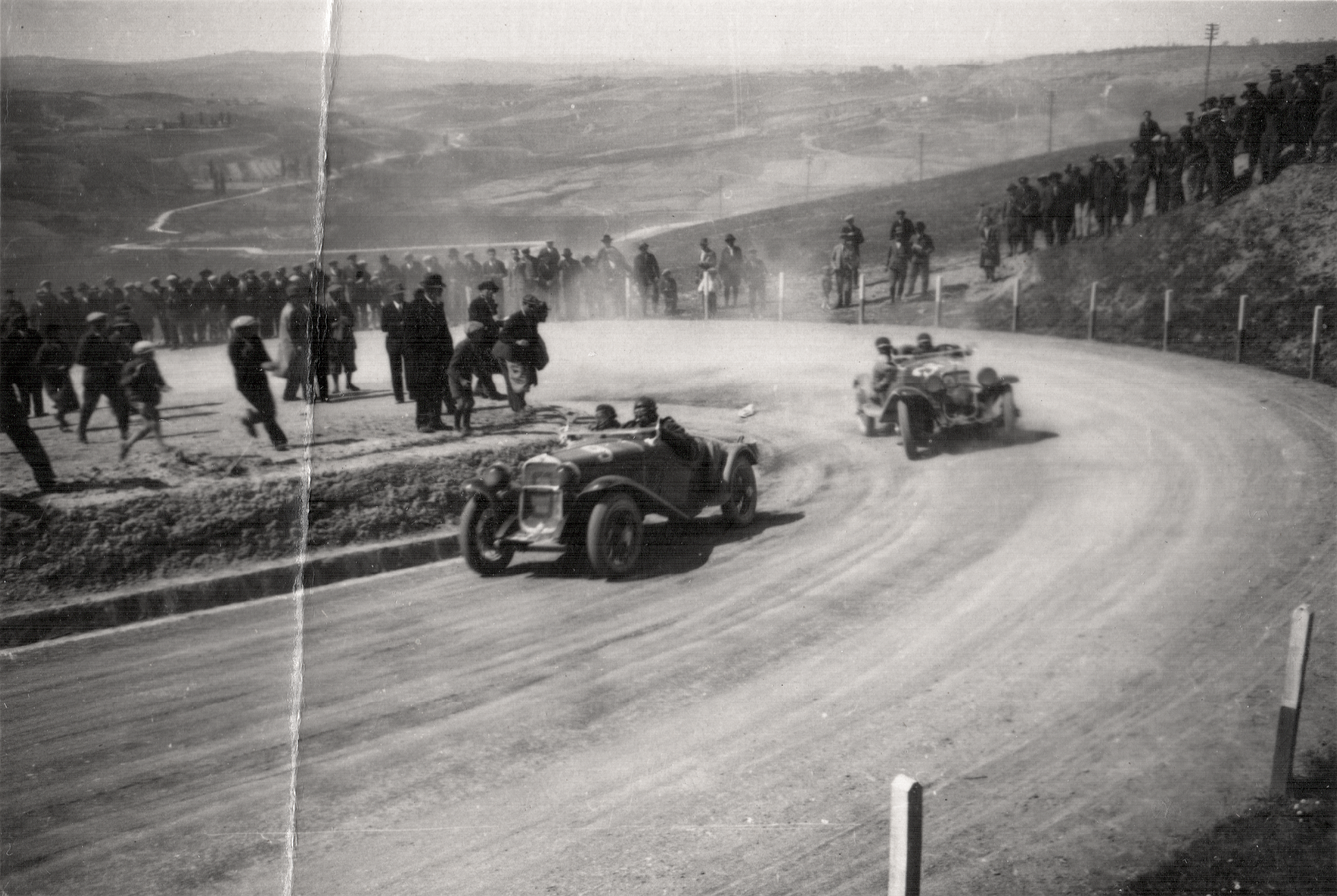
Zwei Fiat 514 bei Radicofani. Vorne der Wagen von Arturo Mercanti, dahinter der CA Spider der Bettinazzi-Brüder

Die sechste Mille Miglia fand am 10. und 11. April 1932 statt. Sie führte über 1635 km von Brescia nach Rom und wieder zurück nach Brescia.

## Das Rennen

### Die Route
Brescia – Cremona – Casalmaggiore – Parma – Reggio nell’Emilia – Modena – Bologna – Raticosapass – Futapass – Florenz – Siena – Radicofani – Viterbo – Monterosi – Rom – Terni – Spoleto – Perugia – Gubbio – Castelraimondo – Tolentino – Macerata – Porto Recanati – Ancona – Pesaro – Rimini – Cesena – Forlì – Bologna – Ferrara – Rovigo – Padua – Noale – Treviso – Feltre – Venedig – Verona – Brescia

### Teams, Fahrzeuge und Fahrer
Alfa Romeo gegen Rudolf Caracciola war die Ausgangslage vor der Mille Miglia 1931. Zwölf Werkswagen, verteilt auf die eigene Rennabteilung und die Scuderia Ferrari, reichten nicht aus, um den Gesamtsieg des deutschen Daimler-Benz-Werksfahrers Caracciola zu verhindern. 1932 blieben die Werks- und Privatfahrer, die mit Modellen des Mailänder Kraftfahrzeugherstellers an den Start gingen, im Rennen um den Gesamtsieg weitestgehend unter sich. Der 1931 vorgestellte Alfa Romeo 8C 2300 war innerhalb eines Jahres zum maßgeblichen Rennwagen Europas geworden. Vier Spider Touring meldete das Werksteam für Baconin Borzacchini, Giuseppe Campari, Tazio Nuvolari, Rudolf Caracciola – der nach Rückzug von Daimler-Benz vom internationalen Motorsport zu Alfa Romeo gewechselt war – und deren Co-Piloten. Wie im Jahr davor fungierte die Scuderia von Enzo Ferrari als B-Team von Alfa Romeo. Die 8C- und 6C-Modelle fuhren die Teams Carlo Felice Trossi/Antonio Brivio, Luigi Scarfiotti/Guido d’Ippolito, Guglielmo Carraroli/Mario Ghersi, Gianfranco Comotti/Antonio Bottoni, Alfredo und Augusto Caniato, Pietro Ghersi/Giulio Ramponi, Eugenio Siena/Piero Taruffi, Mario Tadini/Piero Bucci, Carlo Bruno/G. Zaccarini sowie Maria Antonietta Avanzo/ Francesco Severi. Trotz der Unterstützung durch das Alfa-Romeo-Stammwerk mit Material und Personal war es eine schwierige Aufgabe für die kleine Ferrari-Rennmannschaft, zehn Fahrzeuge an den Depots der 1000 Meilen langen Strecke zu betreuen.
Aus Tradition meldete die Geschäftsleitung der in Brescia ansässigen Officine Meccaniche ein Auto für ihren Werksfahrer Giuseppe Morandi. Mit dem technisch veralteten OM Tipo 665 SSMM hatte der Gewinner des Debütrennens jedoch keine Möglichkeit um den Gesamtsieg mitzufahren. Ermenegildo Strazza steuerte seinen bereits im Vorjahr aufgebauten Lancia Lambda mit Dilambda-Motor. 1931 nahm er wenige Tage vor dem Rennen das Angebot von Sebastiano Maino an, das Rennen als Co-Pilot in dessen werksunterstützten Mercedes-Benz SSK zu fahren. Der Wagen fiel schon nach wenigen Kilometern mit einer defekten Zylinderkopfdichtung aus. 1932 war der langjährige Lancia-Testfahrer Luigi Gismondi sein Teamkollege.
Die ausländischen Starter führte Achille Varzi im Werks-Bugatti Type 55 an. Zwei Fahrzeug-Meldungen kamen von britischen Adeligen. Edward Russell, 26. Baron de Clifford, kam mit seinem MG Midget Kompressor nach Italien. Der zweite Wagen war ein Talbot AV105, den Fox & Nicholl für Brian Lewis, 2. Baron Essendon betreute. Erwähnenswert ist auch der Start des deutschen Rennfahrers Albert Broschek in einem ehemaligen Werks-Mercedes-Benz SSK. Sein Beifahrer war Wilhelm Sebastian, der die Mille Miglia im Vorjahr mit Rudolf Caracciola gewonnen hatte.

### Der Rennverlauf
Seine erneuten Ambitionen auf den ersten Mille-Miglia-Sieg zeigte Achille Varzi auf dem Weg nach Bologna. In der Hauptstadt der Emilia-Romagna war er mit seinem Bugatti der einzige Fahrer, der das Tempo der Alfa-Romeo-Piloten mitfahren konnte. In Führung lag Tazio Nuvolari, vor Varzi, Caracciola und Eugenio Siena. Alle vier unterboten die beste Zwischenzeit von Caracciola aus dem Vorjahr deutlich. Varzis engagierte Fahrt endete bei der Überquerung des Apennin. Ein aufgewirbelter Stein hatte ein Leck in den Treibstofftank geschlagen. Nachdem alle Versuche die Tankwanne zu reparieren gescheitert waren, musste Varzi schwer enttäuscht aufgeben. Auch Nuvolari scheiterte früh. Abgelenkt durch das am Wegrand stehende Alfa-Romeo-Wrack Pietro Ghersis – Ghersi und Giulio Ramponi blieben bei ihrem Unfall unverletzt – verlor er die Herrschaft über seinen Wagen, prallte gegen eine Begrenzungsmauer und beschädigte den Vorderwagen so schwer, dass eine Weiterfahrt nicht mehr möglich war.
In Rom lag Rudolf Caracciola, der den Fluch „wer in Rom führt, kann die Mille Miglia nicht gewinnen“ unbedingt durchbrechen wollte, vor Siena und Campari in Führung. Der Vorsprung auf den zweitplatzierten Siena betrug bereits 11 Minuten. Hinter Baconin Borzacchini und Trossi platzierte sich der überraschend stark fahrende Broschek im Mercedes als Sechster. In Siena lag er, die Streckenkenntnisse seines Co-Piloten Willhelm Sebastian optimal nutzend, noch an der zweiten Stelle. Technische Probleme am Mercedes warfen in zurück.
Der in Rom Führende gewann auch 1932 nicht. Erst musste Caracciola bei einem unplanmäßigen Depotstopp die völlig abgefahrenen Bremsbeläge der Alfa-Romeo-Trommelbremsen wechseln lassen. Dabei verlor er die Führung und fiel hinter Campari und Borzacchini zurück. Endgültig abstellen musste er den Wagen knapp nach Ancona. Das Chassis war vor der hinteren Aufhängung gebrochen. Camparis Siegchancen beendete dessen am Steuer sitzender Co-Pilot Carlo Sozzi, der den klar führenden Alfa Romeo 8C 2300 Spider Touring gegen eine Mauer fuhr. Am Unfallort anwesende Zuschauer mussten den aufgebrachten Campari davon abhalten, gegen seinen Teamkollegen handgreiflich zu werden. Siena und Taruffi stoppte in der Nähe von Bologna ein defekter Zylinder und Broschek gab mit einem Kupplungsschaden auf.
Borzacchini gewann mit 15 Minuten Vorsprung auf das Team Trossi/Brivio und führte zu einem totalen Triumph von Alfa Romeo. Elf der ersten zwölf Fahrzeuge des Gesamtklassements waren Alfas. Nur Strazza und Gismondi konnten mit ihren achtplatzierten Lancias diese Phalanx sprengen. Der spätere Automobildesigner und Journalist Giovanni Lurani, damals 27 Jahre alt, erreichte im Alfa Romeo 6C 1500 den viel beachteten neunten Endrang.

## Ergebnisse

### Schlussklassement
| 1               | S + 1.5 | 106 | Alfa Romeo                      | Baconin Borzacchini Amedeo Bignami         | Alfa Romeo 8C 2300 Spider Touring           | 14:55:19,400 |
| 2               | S + 1.5 | 83  | Scuderia Ferrari                | Carlo Felice Trossi Antonio Brivio         | Alfa Romeo 8C 2300 Spider Zagato            | 16:21:17,000 |
| 3               | S + 1.5 | 89  | Scuderia Ferrari                | Luigi Scarfiotti Guido d’Ippolito          | Alfa Romeo 6C 1750 GSft Spider Zagato       | 15:44:41,600 |
| 4               | VGI     | 46  | Ferdinando Minoia               | Ferdinando Minoia Gaetano Balestrieri      | Alfa Romeo 6C 1750 GTC Berlinetta Touring   | 16:54:37,400 |
| 5               | S + 1.5 | 96  | Scuderia Ferrari                | Guglielmo Carraroli Mario Ghersi           | Alfa Romeo 8C 2300 Spider Zagato            | 17:04:03,800 |
| 6               | S 1.5   | 63  | Stefano Giulay                  | Stefano Giulay Leopoldo Venturi            | Alfa Romeo 6C 1500 SStf Spider Zagato       | 17:09:14,400 |
| 7               | S + 1.5 | 92  | Giovanni Battista Santinelli    | Giovanni Battista Santinelli Umberto Berti | Alfa Romeo 8C 2300                          | 17:10:55,200 |
| 8               | S + 1.5 | 88  | Ermenegildo Strazza             | Ermenegildo Strazza Luigi Gismondi         | Lancia Lambda Speciale Spider               | 17:14:22,600 |
| 9               | S 1.5   | 52  | Giovanni Lurani                 | Giovanni Lurani Carlo Canavesi             | Alfa Romeo 6C 1500 SSft Campari & Sorniotti | 17:22:54,400 |
| 10              | S + 1.5 | 110 | Carlo Gazzabini                 | Carlo Gazzabini Diaz                       | Alfa Romeo 6C 1750 Spider Zagato            | 17:26:21,800 |
| 11              | S + 1.5 | 111 | Scuderia Ferrari                | Gianfranco Comotti A. Bottoni              | Alfa Romeo 6C 1750 GS Spider Zagato         | 17:29:18,600 |
| 12              | S + 1.5 | 108 |                                 | V. Cobianchi G. Cobianchi                  | Alfa Romeo 6C 1750 Spider Zagato            | 17:44:14,000 |
| 13              | S + 1.5 | 87  | Carlo Cazzaniga                 | Carlo Cazzaniga Archimede Rosa             | Bugatti T43                                 | 17:47:12,000 |
| 14              | S 1.5   | 58  |                                 | F. Gatti R. Biagioni                       | Alfa Romeo 6C 1500 SS                       | 17:51:38,600 |
| 15              | S + 1.5 | 103 |                                 | Giovanni Battaglia Ferruccio Bianchi       | Alfa Romeo 6C 1750 GS                       | 18:00:45,000 |
| 16              | S + 1.5 | 95  | Roberto Foligno                 | Roberto Foligno G. Binda                   | Alfa Romeo 6C 1750 GS                       | 18:01:45,400 |
| 17              | S + 1.5 | 99  | Giovanni Restelli               | Giovanni Restelli G. Pieri                 | Alfa Romeo 6C 1750                          | 18:04:06,600 |
| 18              | S + 1.5 | 81  |                                 | O. Peverelli C. Dell’Orto                  | Alfa Romeo 6C 1750 GS Spider Zagato         | 18:04:16,800 |
| 19              | S + 1.5 | 84  |                                 | F. Trevisan G. Ronchi                      | Alfa Romeo 6C 1750                          | 18:19:51,400 |
| 20              | S 1.1   | 32  | Giuseppe Tuffanelli             | Giuseppe Tuffanelli Guerino Bertocchi      | Maserati 4CTR 1100                          | 18:35:02,200 |
| 21              | S + 1.5 | 73  | Dino Bassi                      | Dino Bassi E. Oneto                        | Lancia Artena                               | 18:36:02,000 |
| 22              | S + 1.5 | 79  | Emilio Romano                   | Emilio Romano Roberto Serboli              | Bugatti T35                                 | 19:05:09,000 |
| 23              | S 1.5   | 57  |                                 | L. Catalani A. Polini                      | Alfa Romeo 6C 1500 SS                       | 19:06:59,600 |
| 24              | S + 1.5 | 80  |                                 | M. Bruno A. Rabbi                          | Alfa Romeo 6C 1750                          | 19:24:05,400 |
| 25              | S + 1.5 | 97  | Fox & Nicholl                   | Brian Lewis Ted Barnard                    | Talbot AV105                                | 19:35:34,000 |
| 26              | VU      | 3   | Giuseppe Gilera                 | Giuseppe Gilera P. Sartori                 | Fiat 514 MM                                 | 19:53:25,400 |
| 27              | S + 1.5 | 74  |                                 | C. Carini B. Scesa                         | Lancia Dilambda                             | 19:53:40,000 |
| 28              | VU      | 6   | Francesco Wührer                | Francesco Wührer Giuseppe Ricci            | Fiat 514 MM                                 | 20:06:54,000 |
| 29              | S 1.5   | 59  | Scuderia Ferrari                | Alfredo Caniato Augusto Caniato            | Alfa Romeo 6C 1500 SStf Spider Zagato       | 20:21:28,400 |
| 30              | VU      | 19  |                                 | G. Di Vecchio F. Fioretti                  | Fiat 514                                    | 20:54:06,400 |
| 31              | VU      | 11  |                                 | Sebastiano Manzoni A. Lamperti             | Fiat 514                                    | 21:02:40,000 |
| 32              | S 1.5   | 55  |                                 | G. A. Alfieri G. Cella                     | Alfa Romeo 6C 1500 SS Spider Carr. Sport    | 21:24:32,000 |
| 33              | VU      | 22  |                                 | R. Monaco Cervi                            | Fiat 514                                    | 21:25:50,000 |
| 34              | VU      | 21  |                                 | L. Olimpico Calderato                      | Bianchi Tipo S5                             | 21:27:14,000 |
| 35              | VU      | 25  | Bettinazzi Fratelli             | Angelo Bettinazzi Luigi Bettinazzi         | Fiat 514 CA Spider                          | 22:07:35,200 |
| 36              | VU      | 14  |                                 | C. Mazza G. A. Berrett                     | Fiat 514                                    | 22:13:54,000 |
| 37              | VU      | 9   | Arturo Mercanti                 | Arturo Mercanti M. Francani                | Fiat 514 MM                                 | 22:16:54,400 |
| 38              | VU      | 16  |                                 | M. Basagni S. Petruccioli                  | Fiat 514                                    | 23:46:19,000 |
| 39              | S 1.1   | 36  |                                 | C. Losa Lotario Rangoni                    | Fiat 509S                                   | 25:12:00,000 |
| 40              | S 1.1   | 35  |                                 | S. Tibida F. Porticelli                    | Fiat 509S                                   | 25:19:30,000 |
| 41              | VU      | 2   |                                 | P. Lamperti Pietro Peroni                  | Fiat 514 MM                                 | 27:14:00,000 |
| 42              | VU      | 5   |                                 | C. Gerri G. Pallavicini                    | Fiat 514                                    | 27:37:30,000 |
| Ausgefallen     |         |     |                                 |                                            |                                             |              |
| 43              | VU      | 4   | Enzo Bortolon                   | Enzo Bortolon D. Romaro                    | Bianchi Tipo S5                             |              |
| 44              | VU      | 8   |                                 | G. Rognoni A. Scalmana                     | Fiat 514                                    |              |
| 45              | VU      | 10  | Renzo Ceschina                  | Renzo Ceschina C. Arnaboldi                | Bianchi Tipo S5                             |              |
| 46              | VU      | 12  |                                 | G. Della Mura A. Bertazzolo                | Bianchi Tipo S5 Torpedo                     |              |
| 47              | VU      | 15  | Francesco Apruzzi               | Francesco Apruzzi M. Zaccaria              | Fiat 514                                    |              |
| 48              | VU      | 17  |                                 | L. Cagna A. Scandolara                     | Fiat 514                                    |              |
| 49              | VU      | 20  |                                 | M. Marinelli L. Pini                       | Bianchi Tipo S5                             |              |
| 50              | VU      | 24  | Franco Spotorno                 | Franco Spotorno G. Stazi                   | Fiat 514 CA Spider                          |              |
| 51              | VU      | 26  |                                 | G. Ramella L. Porrino                      | Fiat 514                                    |              |
| 52              | VU      | 27  |                                 | O. Lufrani F. Sorcinelli                   | Bianchi S5 Spider                           |              |
| 53              | VU      | 28  |                                 | S. Carnevalli G. P. Ermolli                | Fiat 514                                    |              |
| 54              | VU      | 29  |                                 | E. Biagioni L. Fontana                     | Fiat 514                                    |              |
| 55              | S 1.1   | 30  |                                 | B. Ghiringhelli M. Grassi                  | Fiat 509S                                   |              |
| 56              | S 1.1   | 33  |                                 | R. Rossi G. Gamborucci                     | Fiat 509S                                   |              |
| 57              | S 1.1   | 34  |                                 | A. Manganelli A. Marchesini                | Fiat 509S                                   |              |
| 58              | S 1.1   | 37  | Freddie de Clifford             | Freddie de Clifford T. V. G. Selby         | MG Midget Kompressor                        |              |
| 59              | S 1.1   | 41  |                                 | M. Vergottini E. Miozzi                    | Fiat 509S                                   |              |
| 60              | S 1.1   | 42  |                                 | P. Donati E. Cioni                         | Fiat 525S                                   |              |
| 61              | VGI     | 43  |                                 | S. Palli C. Sivier                         | Fiat 509S                                   |              |
| 62              | VGI     | 47  | Attilio Marinoni                | Attilio Marinoni Franco Cortese            | Alfa Romeo 6C 1750 GTC Berlinetta Touring   |              |
| 63              | VGI     | 51  |                                 | G. Tabozzi L. Felin                        | Alfa Romeo 6C 1750 GT Cabriolet Castagna    |              |
| 64              | S 1.5   | 56  |                                 | A. Romoli A. Garbini                       | Fiat 525S                                   |              |
| 65              | S 1.5   | 61  |                                 | C. Cussini A. Sandrolini                   | Maserati 26 1500                            |              |
| 66              | S 1.5   | 64  | Secondo Corsi                   | Secondo Corsi G. Barsotti                  | Maserati 26 1500                            |              |
| 67              | S + 1.5 | 67  |                                 | C. Adorno E. Falcioni                      | OM Tipo 665 SSMM                            |              |
| 68              | S + 1.5 | 71  | Lino Conz                       | Lino Conz E. Crivellari                    | OM Tipo 665 SSMM                            |              |
| 69              | S + 1.5 | 72  | Officine Meccaniche             | Giuseppe Morandi C. Gentili                | OM Tipo 665 SSMM                            |              |
| 70              | S + 1.5 | 75  | Mario Coda                      | Mario Coda O. Caligaris                    | Lancia Lambda                               |              |
| 71              | S + 1.5 | 78  |                                 | L. Giannini C. Poilucci                    | Alfa Romeo 6C 1750                          |              |
| 72              | S + 1.5 | 82  | Scuderia Ferrari                | Pietro Ghersi Giulio Ramponi               | Alfa Romeo 8C 2300 Spider Zagato            |              |
| 73              | S + 1.5 | 85  | Scuderia Ferrari                | Eugenio Siena Piero Taruffi                | Alfa Romeo 8C 2300 Spider Zagato            |              |
| 74              | S + 1.5 | 86  | Lelio Pellegrini                | Lelio Pellegrini Francesco Matrullo        | Itala Tipo 75V Spider                       |              |
| 75              | S + 1.5 | 90  | Albert Broschek                 | Albert Broschek Wilhelm Sebastian          | Mercedes-Benz SSK                           |              |
| 76              | S + 1.5 | 93  | Scuderia Ferrari                | Mario Tadini Piero Bucci                   | Alfa Romeo 8C 2300 Spider Zagato            |              |
| 77              | S + 1.5 | 94  | Gennaro Auricchio               | Gennaro Auricchio A. Facchetti             | Alfa Romeo 6C 1750                          |              |
| 78              | S + 1.5 | 98  | Alfa Romeo                      | Giuseppe Campari Carlo Sozzi               | Alfa Romeo 8C 2300 Spider Touring           |              |
| 79              | S + 1.5 | 100 | Scuderia Ferrari                | Carlo Bruno G. Zaccarini                   | Alfa Romeo 8C 2300 Spider                   |              |
| 80              | S + 1.5 | 101 | Piero Dusio                     | Piero Dusio R. Munaron                     | Alfa Romeo 8C 2300                          |              |
| 81              | S + 1.5 | 102 | Automobiles Bugatti             | Achille Varzi Carlo Castelbarco            | Bugatti T55                                 |              |
| 82              | S + 1.5 | 104 | Giovanni Maria Cornaggia Medici | Giovanni Maria Cornaggia Medici G. Rusca   | Alfa Romeo 6C 1750 GS                       |              |
| 83              | S + 1.5 | 105 | Alfa Romeo                      | Tazio Nuvolari Giovanni Battista Guidotti  | Alfa Romeo 8C 2300 MM Spider Touring        |              |
| 84              | S + 1.5 | 107 |                                 | M. Orefice G. Marino                       | Alfa Romeo 6C 1750                          |              |
| 85              | S + 1.5 | 109 | Scuderia Ferrari                | Maria Antonietta Avanzo Francesco Severi   | Alfa Romeo 6C 1750 GS Spider Touring        |              |
| 86              | S + 1.5 | 112 |                                 | G. Savi G. Vertua                          | OM Tipo 665 SSMM                            |              |
| 87              | S + 1.5 | 115 | Alfa Romeo                      | Rudolf Caracciola Pietro Bonini            | Alfa Romeo 8C 2300 Spider Touring           |              |
| 88              | S + 1.5 | 116 | Giovanni Minozzi                | Giovanni Minozzi A. Negroni                | Alfa Romeo 8C 2300                          |              |
| Nicht gestartet |         |     |                                 |                                            |                                             |              |
| 89              | VU      | 1   | Guerrino Faccioni               | Guerrino Faccioni F. Feruglio              | Fiat 514                                    | 1            |
| 90              | S + 1.5 | 97T |                                 |                                            | Talbot AV105                                | 2            |

1 nicht gestartet
2 Ersatzwagen

### Nur in der Meldeliste
Hier finden sich Teams, Fahrer und Fahrzeuge, die ursprünglich für das Rennen gemeldet waren, aber aus den unterschiedlichsten Gründen daran nicht teilnahmen.
| Pos. | Klasse | Nr. | Team             | Fahrer | Chassis      |
| ---- | ------ | --- | ---------------- | ------ | ------------ |
| 91   | S 1.1  |     | Scuderia Ferrari |        | Austin Seven |

### Klassensieger
| Klasse  | Fahrer              | Fahrer              | Fahrzeug                                  | Platzierung im Gesamtklassement |
| ------- | ------------------- | ------------------- | ----------------------------------------- | ------------------------------- |
| S + 1.5 | Baconin Borzacchini | Amedeo Bignami      | Alfa Romeo 8C 2300 Spider Touring         | Gesamtsieg                      |
| S 1.5   | Stefano Giulay      | Leopoldo Venturi    | Alfa Romeo 6C 1500 SStf Spider Zagato     | Rang 6                          |
| S 1.1   | Giuseppe Tuffanelli | Guerino Bertocchi   | Maserati 4CTR 1100                        | Rang 20                         |
| VU      | Giuseppe Gilera     | P. Sartori          | Fiat 514 MM                               | Rang 26                         |
| VGI     | Ferdinando Mino     | Gaetano Balestrieri | Alfa Romeo 6C 1750 GTC Berlinetta Touring | Rang 4                          |

### Renndaten
- Gemeldet: 91
- Gestartet: 88
- Gewertet: 42
- Rennklassen: 5
- Zuschauer: unbekannt
- Wetter am Renntag: unbekannt
- Streckenlänge: 1635,000 km
- Fahrzeit des Siegerteams: 14:55:19,400 Stunden
- Gesamtrunden des Siegerteams: 1
- Gesamtdistanz des Siegerteams: 1635,000 km
- Siegerschnitt: 109,860 km/h
- Pole Position: keine
- Schnellste Rennrunde: keine
- Rennserie: zählte zu keiner Rennserie